# Кабесас Уртадо, Хорхе
Хо́рхе Легуи́н Кабе́сас Урта́до (исп. Jorge Leguín Cabezas Hurtado; 6 сентября 2003, Тумако, Колумбия) — колумбийский футболист, нападающий клуба «Уотфорд», выступающий на правах аренды за клуб «Джиллингем».

## Клубная карьера
Кабесас — воспитанник клуба «Реал Картахена». 14 апреля 2021 года в поединке Кубка Колумбии против «Льянерос» Хорхе дебютировал за основной состав. 7 августа в матче против «Форталеса Сипакира» он дебютировал в колумбийской Категории Примере B. 27 февраля 2022 года в поединке против «Реал Сантандер» Хорхе забил свой первый гол за «Реал Картахену».
3 октября 2022 года было объявлено, что Кабесас перейдёт в английский «Уотфорд», подписав контракт, который вступит в силу летом 2023 года и продлится до 2029 года. Однако 19 декабря того же года срок активации трансфера был перенесён на январь 2023 года, так как форвард официально перешёл в клуб Категории Примеры A «Индепендьенте Медельин» на правах полугодичной аренды с возможностью продления соглашения до конца 2023 года. 11 марта 2023 года в матче против «Бояка Чико» он дебютировал в чемпионате Колумбии.
2 августа 2023 года Кабесас был арендован клубом MLS «Нью-Йорк Ред Буллз» до конца сезона 2023. В высшей лиге США он дебютировал 26 августа в матче против «Интер Майами», выйдя на замену во втором тайме вместо Омира Фернандеса. По окончании сезона MLS 2023 срок аренды Кабесаса в «Нью-Йорк Ред Буллз» истёк и он вернулся в «Уотфорд».
6 января 2024 года Кабесас дебютировал за «Уотфорд» в матче Кубка Англии против «Честерфилда», в котором вышел на замену во втором тайме и отметился голевой передачей.
1 февраля 2024 года Кабесас отправился в аренду в клуб Лиги два «Джиллингем» на оставшуюся часть сезона. За «Джиллс» он дебютировал 3 февраля в матче против «Уолсолла», заменив во втором тайме Джоша Уокера.

## Международная карьера
В начале 2023 года в составе молодёжной сборной Колумбии Кабесас принял участие в домашнем молодёжном чемпионате Южной Америки. На турнире он сыграл в матчах против команд Перу, Аргентины, Эквадора, Бразилии, Венесуэлы и дважды Парагвая. В поединках против парагвайцев и венесуэльцев Хорхе забил по голу.